# Saint-Vincent-Bragny
Saint-Vincent-Bragny är en kommun i departementet Saône-et-Loire i regionen Bourgogne-Franche-Comté i östra Frankrike. Kommunen ligger i kantonen Palinges som tillhör arrondissementet Charolles. År 2022 hade Saint-Vincent-Bragny 997 invånare.

## Befolkningsutveckling
Antalet invånare i kommunen Saint-Vincent-Bragny
| Referens: INSEE |